# Consell Autònom del Tirol del Sud
Consell Autònom del Tirol del Sud (alemany Südtiroler Landtag, ladí Cunsëi dla Provinzia autonoma de Bulsan) és un òrgan legislatiu de caràcter provincial però autònom per al Tirol del Sud. Exerceix les funcions legislatives, mentre que les executives les exerceix el Südtiroler Landesregierung (junta de govern). La seu és a Bolzano.

## Competències
Gràcies a les competències especials que l'estatut d'autonomia del Trentino-Tirol del Sud ha concedit a les províncies, té potestat en algunes matèries que no tenen no sols cap província, sinó cap altra regió italiana. El Consell està format per 35 membres escollits cada cinc anys per sistema proporcional dur, i els seus membres també ho són del Consell Regional del Trentino-Tirol del Sud. La llei els imposa, però, la presència d'almenys un candidat de la minoria ladina, que si no n'hi ha cap d'escollit serà el candidat ladí més votat. També escull un president (Landeshauptmann).

## Presidents del Consell Autònom
| Legislatura | Període                                                                                         | President                                                        | Vicepresident                                                           |
| ----------- | ----------------------------------------------------------------------------------------------- | ---------------------------------------------------------------- | ----------------------------------------------------------------------- |
| I           | 20 desembre 1948 - 29 desembre 1950                                                             | Silvius Magnago (SVP)                                            | Luigi Negri (DC)                                                        |
| I           | 30 desembre 1950 - 19 desembre 1952                                                             | Luigi Negri (DC)                                                 | Silvius Magnago (SVP)                                                   |
| II          | 20 desembre 1952 - 19 desembre 1954                                                             | Silvius Magnago (SVP)                                            | Decio Molignoni (PSDI)                                                  |
| II          | 20 desembre 1954 - 14 desembre 1956                                                             | Armando Bertorelle (DC)                                          | Silvius Magnago (SVP)                                                   |
| III         | 15 desembre 1956 - 22 desembre 1958                                                             | Silvius Magnago (SVP)                                            | Armando Bertorelle (DC)                                                 |
| III         | 23 desembre 1958 - 30 desembre 1960                                                             | Armando Bertorelle (DC)                                          | Silvius Magnago (SVP)                                                   |
| IV          | 31 desembre 1960 - 14 desembre 1962                                                             | Alois Pupp (SVP)                                                 | Silvio Nicolodi (PSI)                                                   |
| IV          | 15 desembre 1962 - 14 desembre 1964                                                             | Silvio Nicolodi (PSI)                                            | Alois Pupp (SVP)                                                        |
| V           | 15 desembre 1964 - 14 desembre 1966                                                             | Alois Pupp (SVP)                                                 | Silvio Nicolodi (PSI)                                                   |
| V           | 15 desembre 1966 - 15 novembre 1967 16 novembre 1967 - 13 desembre 1968                         | Decio Molignoni (PSDI) Silvio Nicolodi (PSI)                     | Alois Pupp (SVP)                                                        |
| VI          | 14 desembre 1968 - 13 desembre 1970                                                             | Robert von Fioreschy (SVP)                                       | Silvio Nicolodi (PSI)                                                   |
| VI          | 14 desembre 1970 - 14 juny 1973 15 juny 1973 - 13 desembre 1973                                 | Silvio Nicolodi (PSI)                                            | Hermann Nicolussi Leck (SVP) Robert von Fioreschy (SVP)                 |
| VII         | 14 desembre 1973 - 14 març 1974 15 març 1974 - 16 juny 1976                                     | Karl Vaja (SVP)                                                  | Silvio Nicolodi (PSI) Decio Molignoni (PSDI)                            |
| VII         | 16 juny 1976 - 1 juliol 1976 2 juliol 1976 - 14 desembre 1978                                   | Decio Molignoni (PSDI)                                           | Karl Vaja (SVP) Alois Durnwalder (SVP)                                  |
| VIII        | 15 desembre 1978 - 26 juliol 1979 27 juliol 1979 - 14 juny 1981                                 | Joachim Dalsass (SVP) Erich Achmüller (SVP)                      | Aldo Balzarini (DC)                                                     |
| VIII        | 15 juny 1981 - 13 desembre 1983                                                                 | Giuseppe Sfondrini (PSI)                                         | Matthias Ladurner Parthanes (SVP)                                       |
| IX          | 14 desembre 1983 - 7 maig 1984 8 maig 1984 - 16 juny 1986                                       | Erich Achmüller (SVP) Waltraud Gebert-Deeg (SVP)                 | Giancarlo Bolognini (DC) Rolando Boesso (PRI)                           |
| IX          | 17 juny 1986 - 30 gener 1988 4 febrer 1988 - 13 desembre 1988                                   | Rolando Boesso (PRI)                                             | Waltraud Gebert-Deeg (SVP) Oskar Peterlini (SVP)                        |
| X           | 14 desembre 1988 - 1 setembre 1990 13 setembre 1990 - 13 juny 1991                              | Rosa Franzelin Werth (SVP)                                       | Aldo Balzarini (DC) Alessandro Pellegrini (DC)                          |
| X           | 14 juny 1991 - 16 febrer 1993 17 febrer 1993 - 13 desembre 1993                                 | Alessandro Pellegrini (DC) Romano Viola (PDS)                    | Rosa Franzelin Werth (SVP) Robert Kaserer (SVP)                         |
| XI          | 14 desembre 1993 - 11 febrer 1994 12 febrer 1994 - 13 juny 1996                                 | Sabina Kasslatter Mur (SVP)                                      | Michele di Puppo (DC, després PPI) Alessandra Zendron (Verds)           |
| XI          | 14 juny 1996 - 17 desembre 1998                                                                 | Umberto Montefiori (LN)                                          | Sabina Kasslatter Mur (SVP)                                             |
| XII         | 18 desembre 1998 - 1 març 1999 2 març 1999 - 17 juny 2001                                       | Hermann Thaler (SVP)                                             | Marialuisa Gnecchi (Projecte Centreesquerra) Alessandra Zendron (Verds) |
| XII         | 18 juny 2001 - 17 novembre 2003                                                                 | Alessandra Zendron (Verds)                                       | Hermann Thaler (SVP)                                                    |
| XII         | 18 juny 2001 - 17 novembre 2003                                                                 | Alessandra Zendron (Verds)                                       | Carlo Willeit (Ladins)                                                  |
| XIII        | 18 novembre 2003 - 17 desembre 2003 18 desembre 2003 - 17 maig 2006                             | Richard Theiner (SVP) Veronika Stirner Brantsch                  | Giorgio Holzmann (AN)                                                   |
| XIII        | 18 maig 2006 - 17 novembre 2008                                                                 | Riccardo Dello Sbarba (Verds)                                    | Rosa Thaler Zelger (SVP)                                                |
| XIV         | 18 novembre 2008 - 18 desembre 2008 19 desembre 2008 - 25 gener 2011 2 març 2011 - 17 maig 2011 | Dieter Steger (SVP) Dieter Steger (SVP) Julia Unterberger (SVP)  | Barbara Repetto (PD) Mauro Minniti (PdL-AN) Mauro Minniti (PdL-AN)      |
| XIV         | 18 maig 2011 - 1 gener 2013 15 gener 2013 - 26 octubre 2013                                     | Mauro Minniti (PdL-AN, llavors La Destra) Maurizio Vezzali (PdL) | Julia Unterberger (SVP)                                                 |
| XV          | 22 novembre 2013 - 16 gener 2014 17 gener 2014 - 23 maig 2016                                   | Martha Stocker (SVP) Thomas Widmann (SVP)                        | Roberto Bizzo (PD)                                                      |
| XV          | 23 maig 2016 - 13 novembre 2018                                                                 | Roberto Bizzo (PD)                                               | Thomas Widmann (SVP)                                                    |
| XVI         | 14 novembre 2018 - 25 gener 2019                                                                | Thomas Widmann (SVP)                                             | Massimo Bessone (Lega) Daniel Alfreider (SVP)                           |
| XVI         | 25 gener 2019 - 13 maig 2021                                                                    | Josef Noggler (SVP)                                              | Rita Mattei (Lega) Manfred Vallazza (SVP)                               |
| XVI         | 14 de maig de 2021 – en el càrrec                                                               | Rita Mattei (Lega)                                               | Josef Noggler (SVP) Manfred Vallazza (SVP)                              |